# Bomarea truxillensis
Bomarea truxillensis är en alströmeriaväxtart som beskrevs av Stergios och Laurence J. Dorr. Bomarea truxillensis ingår i släktet Bomarea och familjen alströmeriaväxter. Inga underarter finns listade i Catalogue of Life.